# Eupithecia mahomedana
Eupithecia mahomedana là một loài bướm đêm trong họ Geometridae.